# Learcos l'usurpador
Learcos l'usurpador (en grec antic Λέαρχος, Learkhos) fou rei de Cirene durant un temps, cap a l'any 544 aC.
Era germà o amic de Arcesilau II el cruel, al que va assassinar i es va proclamar rei. La vídua d'Arcesilau, la reina Erixo, va dirigir la reacció dels lleials i va aconseguir venjar la mort del seu marit i assassinar Learcos, i va proclamar rei al seu fill (i fill d'Arcesilau III) Batos III.